# De sista stegen
De sista stegen är en svensk-amerikansk dramafilm från 1960 i regi av John Cromwell. Den filmades av Sven Nykvist.
Filmen hade premiär på biograf Grand i Stockholm 21 mars 1960.

## Rollista (i urval)
- Maj-Britt Nilsson - Anita Andersson
- Mogens Wieth - Erik Walderman
- Eva Dahlbeck - Eva Walderman
- Patrick O'Neal - Alan Kennebeck
- Claes Thelander - Björnson
- Lennart Lindberg - Sven Arborg
- Vernon Young - Herr Henderson
- Doreen Denning - Fru Henderson
- Gösta Cederlund - Curt Eklund
- Hampe Faustman - Kronstad
- Birger Lensander - Taxi chaufför
- Per Axel Arosenius - Taxi chaufför
- Allan Sundwall – Radiopolis
- Tord Peterson - Nattvakt